# كولورادو سيتي (أريزونا)
كولورادو سيتي (بالإنجليزية: Colorado City, Arizona)‏ هي بلدة تقع في مقاطعة موهاف، أريزونا بولاية أريزونا في الولايات المتحدة. تأسست عام 1913، تبلغ مساحتها 27.2 (كم²)، وترتفع عن سطح البحر 1517 م، بلغ عدد سكانها 4821 نسمة في عام 2010 حسب إحصاء مكتب تعداد الولايات المتحدة .

## التركيبة السكانية
حدّد مكتب تعداد الولايات المتحدة بيانات التركيبة السكانية لكولورادو سيتي في تعداد الولايات المتحدة. في ما يلي، التركيبة السكانية حسب تعدادي 2000 و2010.

### تعداد عام 2000
بلغ عدد سكان كولورادو سيتي 3,334 نسمة بحسب تعداد عام 2000، وبلغ عدد الأسر 444 أسرة وعدد العائلات 418 عائلة مقيمة في المدينة. في حين سجلت الكثافة السكانية 124.5 نسمة لكل كيلومتر مربع (322.5/ميل2). وبلغ عدد الوحدات السكنية 457 وحدة بمتوسط كثافة قدره 17.1 لكل كيلومتر مربع (44.3/ميل2).
وتوزع التركيب العرقي للمدينة بنسبة 96.85% من البيض و0.18% من الأمريكيين الأفارقة و0.09% من الأمريكيين ذوي الأصول الآسيوية و0.21% من سكان جزر المحيط الهادئ و1.77% من الأعراق الأخرى و0.90% من عرقين مختلطين أو أكثر و2.91% من الهسبانيون أو اللاتينيون من أي عرق.
بلغ عدد الأسر 444 أسرة كانت نسبة 86.3% منها لديها أطفال تحت سن الثامنة عشر تعيش معهم، وبلغت نسبة الأزواج القاطنين مع بعضهم البعض 85.8% من أصل المجموع الكلي للأسر، ونسبة 3.6% من الأسر كان لديها معيلات من الإناث دون وجود شريك،  بينما كانت نسبة 4.7% من الأسر لديها معيلون من الذكور دون وجود شريكة وكانت نسبة 5.9% من غير العائلات. تألفت نسبة 4.1% من أصل جميع الأسر من عدة أفراد يعيشون في نفس المنزل ونسبة 1.1% كانت تتألف من شخص يعيش بمفرده يبلغ من العمر 65 عاماً أو أكثر. وبلغ متوسط حجم الأسرة المعيشية 7.51، أما متوسط حجم العائلات فبلغ 7.58.
بلغ العمر الوسطي للسكان 14.3 عاماً. وكانت نسبة 60.4% من القاطنين تحت سن الثامنة عشر، وكانت نسبة 11.4% بين الثامنة عشر والرابعة والعشرين عاماً، ونسبة 20.2% كانت واقعةً في الفئة العمرية ما بين الخامسة والعشرين والرابعة والأربعين عاماً، ونسبة 6.3% كانت ما بين الخامسة والأربعين والرابعة والستين، ونسبة 1.7% كانت ضمن فئة الخامسة والستين عاماً فما فوق. يوجد لكل 100 أنثى 102.7 ذكر، ويوجد لكل 100 أنثى في الثامنة عشر من عمرها فما فوق 91.3 ذكر.
بلغ متوسط دخل الأسرة في المدينة 32,826 دولارًا، أما متوسط دخل العائلة فبلغ 32,344 دولارًا. وكان متوسط دخل الذكور 24,429 دولارًا مقابل 22,969 دولارًا للإناث. وسجل دخل الفرد الخاص بالمدينة 5,293 دولارًا. وكانت نسبة 29% من العائلات ونسبة 31.9% من السكان تحت خط الفقر، وكان من هؤلاء نسبة 34.5% تحت سن الثامنة عشر ونسبة 6.2% في الخامسة والستين من العمر وما فوق.

### تعداد عام 2010
بلغ عدد سكان كولورادو سيتي 4,821 نسمة بحسب تعداد عام 2010، وبلغ عدد الأسر 575 أسرة وعدد العائلات 528 عائلة مقيمة في المدينة. في حين سجلت الكثافة السكانية 180 نسمة لكل كيلومتر مربع (466.2/ميل2). وبلغ عدد الوحدات السكنية 599 وحدة بمتوسط كثافة قدره 22.4 لكل كيلومتر مربع (58.0/ميل2).
وتوزع التركيب العرقي للمدينة بنسبة 99.46% من البيض و0.08% من الأمريكيين الأفارقة و0.02% من الأمريكيين الأصليين و0.02% من الأمريكيين ذوي الأصول الآسيوية و0.25% من الأعراق الأخرى و0.17% من عرقين مختلطين أو أكثر و0.58% من الهسبانيون أو اللاتينيون من أي عرق.
بلغ عدد الأسر 575 أسرة كانت نسبة 87.7% منها لديها أطفال تحت سن الثامنة عشر تعيش معهم، وبلغت نسبة الأزواج القاطنين مع بعضهم البعض 74.4% من أصل المجموع الكلي للأسر، ونسبة 11.3% من الأسر كان لديها معيلات من الإناث دون وجود شريك،  بينما كانت نسبة 6.1% من الأسر لديها معيلون من الذكور دون وجود شريكة وكانت نسبة 8.2% من غير العائلات. تألفت نسبة 6.4% من أصل جميع الأسر من عدة أفراد يعيشون في نفس المنزل ونسبة 0.9% كانت تتألف من شخص يعيش بمفرده يبلغ من العمر 65 عاماً أو أكثر. وبلغ متوسط حجم الأسرة المعيشية 8.38، أما متوسط حجم العائلات فبلغ 8.53.
بلغ العمر الوسطي للسكان 12.6 عاماً. وكانت نسبة 63.5% من القاطنين تحت سن الثامنة عشر، وكانت نسبة 9.9% بين الثامنة عشر والرابعة والعشرين عاماً، ونسبة 18% كانت واقعةً في الفئة العمرية ما بين الخامسة والعشرين والرابعة والأربعين عاماً، ونسبة 6.8% كانت ما بين الخامسة والأربعين والرابعة والستين، ونسبة 1.8% كانت ضمن فئة الخامسة والستين عاماً فما فوق. وتوزع التركيب الجنسي للسكان بنسبة 47.8% ذكور و52.2% إناث.

## وصلات خارجية
- The US50 - Cities and Towns in Arizona State
- Arizona Cities and Towns, Facts, Map, Flag, Colleges, Government, and More